# Сарминский Майдан
Сарминский Майдан — село в Вознесенском районе Нижегородской области России. Входит в состав Нарышкинского сельсовета.

## География
Село находится в юго-западной части Нижегородской области, в зоне хвойно-широколиственных лесов, к востоку от реки Сармы, при автодороге 22К-0061, на расстоянии приблизительно 10 километров (по прямой) к юго-востоку от Вознесенского, административного центра района. Абсолютная высота — 134 метра над уровнем моря.
Климат
Климат характеризуется как умеренно континентальный, с тёплым летом и холодной снежной зимой. Среднегодовая температура — 3,7 °C. Средняя температура воздуха самого тёплого месяца (июля) — 19 °C (абсолютный максимум — 39 °C); самого холодного (января) — −11 °C (абсолютный минимум — −44 °C). Среднегодовое количество атмосферных осадков составляет около 460—480 мм. Снежный покров держится в течение 140—145 дней.
Часовой пояс
Село Сарминский Майдан, как и вся Нижегородская область, находится в часовой зоне МСК (московское время). Смещение применяемого времени относительно UTC составляет +3:00.

## История
В документе «Чертеж досмотра лесов Поволжья 1700 года (архивная пагинация: „Два чертежа городам и селам Казанской губернии“)» про Сарминский будной стан (майдан) сказано:
Кадомской Сарминский будной стан на вершинах мелких речек заведен во [7]196 (1688) году в лесу черного около ево по 4 верст а на поташное дело на одно лето.

## Население
| 1999 | 2002 | 2010 |
| ---- | ---- | ---- |
| 874  | ↗900 | ↘874 |

Национальный состав
Согласно результатам переписи 2002 года, в национальной структуре населения русские составляли 99 % из 900 чел.